# I Found U
«I Found U» es una canción realizada por el disc jockey y productor sueco Axwell. Cuenta con la colaboración del cantante estadounidense Charles Salter, más conocido por su alias Max'C. Fue lanzado como sencillo el 16 de mayo de 2007 por la discográfica de Axwell, Axtone Records y distribiudo en varios países por EMI Records. Es una de las canciones más reconocidas de Axwell, la cual fue exitosa en el Reino Unido alcanzado la sexta ubicación en su lista de sencillos.
La versión "Remode" fue la que tuvo mayor aceptación entre los aficionados y se utilizó como versión radial y en su video musical. Mientras que la versión titulada como "Classic Mix" contiene el sample de la canción de reggae "Collie Natural" de Freddie McGregor editada en 1982.
En 2010, fue incluida en Until One, un álbum de remezclas de la Swedish House Mafia, agrupación de la que Axwell integró.

## Lista de canciones
| EP digital |                                  |          |  |
| N.º        | Título                           | Duración |  |
| 1.         | «I Found U» (Remode Radio Edit)  | 2:51     |  |
| 2.         | «I Found U» (Classic Radio Edit) | 3:32     |  |
| 3.         | «I Found U» (Vocal Remode)       | 5:11     |  |
| 4.         | «I Found U» (Classic Mix)        | 6:32     |  |
| 5.         | «I Found U» (Remode Mix)         | 6:56     |  |
| 6.         | «I Found U» (Instrumental)       | 6:54     |  |

| España – Descarga digital (Remixes) |                                                       |          |  |
| N.º                                 | Título                                                | Duración |  |
| 1.                                  | «I Found U» (Dubfire Summer of Love Remix)            | 11:48    |  |
| 2.                                  | «I Found U» (Dubfire Summer of Dub Remix)             | 10:36    |  |
| 3.                                  | «I Found U» (High Contrast's Old Skool Revenge Mix)   | 4:46     |  |
| 4.                                  | «I Found U» (High Contrast's Berlin After Dark Remix) | 5:07     |  |
| 5.                                  | «I Found U» (TV Rock Mix)                             | 7:49     |  |
| 6.                                  | «I Found U» (Soul Avengerz Mix)                       | 8:22     |  |
| 7.                                  | «I Found U» (Tocadisco Mix)                           | 6:18     |  |
| 8.                                  | «I Found U» (Gregor Salto & DJ Madskillz Remix)       | 6:57     |  |
| 9.                                  | «I Found U» (Kicks Like a Mule Remix)                 | 5:05     |  |
| 10.                                 | «I Found U» (Peter Luts Remix)                        | 7:06     |  |

| Japón – CD Single (Remixes) |                                                |          |  |
| N.º                         | Título                                         | Duración |  |
| 1.                          | «I Found U» (Daishi Dance Remix)               | 8:21     |  |
| 2.                          | «I Found U» (Mitomi Tokoto Big Room Remix)     | 7:30     |  |
| 3.                          | «I Found U» (Mitomi Tokoto Big Room Dub Remix) | 6:15     |  |

| Italia – CD Single (Remixes) |                                          |          |  |
| N.º                          | Título                                   | Duración |  |
| 1.                           | «I Found U» (The House Keepers Club Mix) | 6:41     |  |
| 2.                           | «I Found U» (John Made Remix)            | 7:00     |  |

## Posicionamiento en listas
| Lista (2007)                                | Mejor posición |
| ------------------------------------------- | -------------- |
| Bélgica (Flandes) (Ultratip Bubbling Under) | 9              |
| Finlandia (OFC)                             | 17             |
| España (Top 100 Canciones)                  | 19             |
| Irlanda (IRMA)                              | 49             |
| Países Bajos (Dutch Top 40)                 | 14             |
| Reino Unido (UK Singles Chart)              | 6              |